# Louis-Pierre Thury
Pour les articles homonymes, voir Thury.
Louis-Pierre Thury, né vers 1644 en Normandie et mort le 3 juin 1699 à Chibouctou, est un prêtre missionnaire en Acadie, connu pour son action pastorale et politique auprès des Abénaquis et des Micmacs.

## Biographie
En 1675, Louis-Pierre Thury part pour le Canada, où il est séminariste à Québec en 1676. Il est ordonné prêtre le 21 décembre 1677 par François de Laval, qui l’envoie en Acadie en 1684. L’abbé Thury établit alors une mission à Miramichi sur un terrain offert par Richard Denys.
En 1687, à l’invitation du baron de Saint-Castin, Thury se fixe à Pentagouët, où il demeure pendant huit ans, contribuant à garder les Abénaquis sous l’influence française. Thury accompagne Saint-Castin dans le raid contre Pemaquid en 1689. Il prend part également à d’autres expéditions et assiste, avec Joseph Robineau de Villebon et un parti d’Abénaquis, à la prise de Pemaquid par Pierre Le Moyne d’Iberville en 1696.
Vicaire général de l’évêque de Québec en 1698, Thury est nommé supérieur des missions acadiennes. Il fonde alors une nouvelle mission à Pigiguit, au bassin des Mines. En 1699, il propose de grouper les Micmacs de la partie péninsulaire de l’Acadie (l’actuelle péninsule de Nouvelle-Écosse) dans un vaste établissement, entre Shubenacadie et Chibouctou. Ce projet, qui avait reçu l’approbation de la cour, ne verra jamais le jour. L’abbé Thury s’éteint à Chibouctou le 3 juin 1699.

### Webographie
- Louis-Pierre Thury au Dictionnaire biographique du Canada en ligne